# Chilenia (terreno)

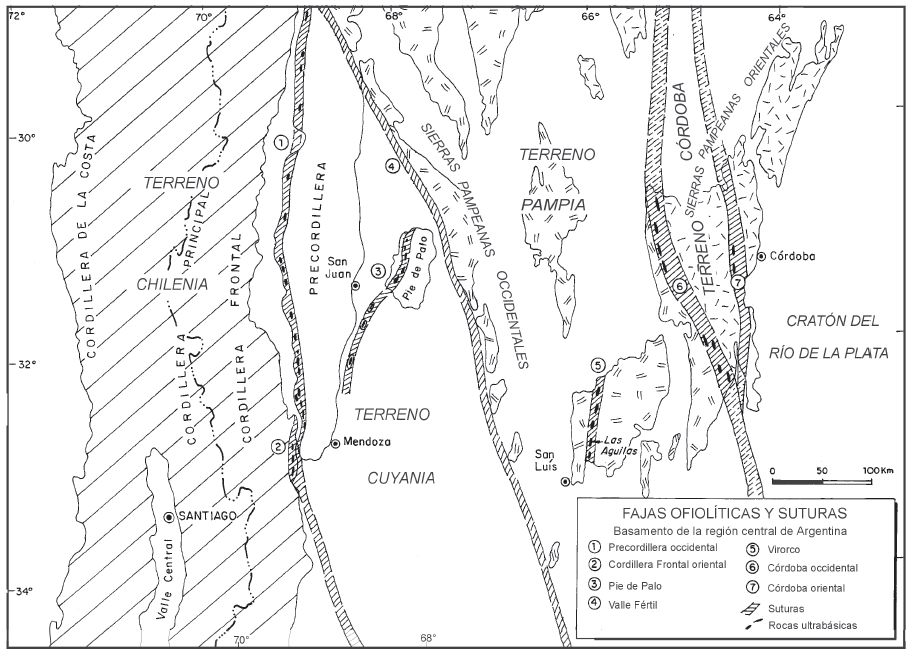
Mapa de distribución de terrenos y suturas de acuerdo con Ramos et al 1999

Chilenia fue un antiguo microcontinente o terreno localizado en el centro de Chile y el oeste de Argentina, que colisionó con el terreno de Cuyania que, a su vez, estaba algamado con Gondwana.
El término Chilenia fue usado por primera vez en un trabajo publicado en el IX Congreso Geológico Argentino que tuvo lugar en Bariloche en 1984. A partir de este trabajo de Víctor A. Ramos, Teresa Jordan, Richard Allmendinger, Suzane Kay, José María Cortez y Miguiel Palma, fueron numerosos los trabajos que se dedicaron a estudiar la existencia de este terreno.